# 蔡良
蔡良（？—1731年），漢軍正白旗人，清朝官員。
漕運總督蔡士英孫、京口副都統蔡毓茂子。初任佐領。康熙四十八年，任鎮守福州參領。五十八年，陞浙江台州副將。雍正四年，調陝西漢中副將。尋陞延綏總兵官。又調江西南贛鎮總兵。未幾，擢鎮守福州將軍。陛見時，雍正帝特恩賜孔雀翎。七年，上諭蔡良訓練約束兵丁，勤慎得法。福州駐防營伍，大為整理，甚屬可嘉，著調補廣州將軍。九年，卒於任上，諡勤恪。十年二月，入賢良祠，直隸省亦建祠宇。